# Drapeau des Tokelau
Le drapeau des Tokelau fut longtemps celui de la Nouvelle-Zélande. En effet, l'archipel du Pacifique est sous souveraineté néo-zélandaise. Les deux drapeaux sont donc utilisés.
Cependant, les îles ont lancé un processus pour obtenir une autonomie vis-à-vis de la Nouvelle-Zélande comme pour Niue ou les îles Cook. Un concours a ainsi été lancé par les îles pour définir un nouveau drapeau et un nouvel hymne. Une somme de 1 000 NZ$ récompensera le gagnant. Lancé en 2004, le concours fut successivement prolongé. Le 31 août 2005, 123 propositions avaient été reçues et le parlement des Tokelau (General Fono) devait en pré-sélectionner six mais celui-ci décida de rouvrir le concours. À la suite des échecs des référendums d'auto-détermination en 2006 et 2007, le concours restait ouvert.
En mai 2008, le Parlement annonça le choix du drapeau et du symbole du territoire. Il est approuvé par la reine Élisabeth II en août 2009, est présenté officiellement à l'administrateur des Tokelau par le gouverneur général de Nouvelle-Zélande le 7 septembre, puis est officiellement hissé sur les trois atolls le 19 octobre suivant. 
Le drapeau représente une pirogue (en anglais, outrigger canoe, vaka en polynésien) et la Croix du Sud (constellation).

drapeau non officiel

Un drapeau non officiel permettait d'identifier spécifiquement les Tokelau. Il fut utilisé à partir de la fin des années 1980 (v. 1989) dans les compétitions sportives. Les trois étoiles et les trois cercles représentent les trois atolls de l'archipel. Cependant, même les habitants l'utilisaient rarement.

## Histoire

### De la découverte des Européens au protectorat britannique

L'Union Jack.

En 1764, John Byron est le premier Européen à apercevoir les îles et il accoste sur l'atoll d'Atafu. Cinq ans plus tard, un autre capitaine britannique, Edward Edwards, accoste sur la même île. Cet atoll est découvert deux fois sans aucun habitant mais avec des traces anthropiques sans pour autant intéresser le Royaume-Uni. Nukunonu est découvert la même année, en 1769, tandis que Fakaofo est découvert en 1835 par le capitaine américain Smith. Il n'y a toujours aucune revendication à cette époque.
C'est au début de la moitié du XIXe siècle que des missionnaires britanniques débarquent (des catholiques et des protestants). La présence britannique est bien perçue par les locaux. Le Pérou s'intéresse un tant soit peu aux îles en 1860 pour de la main d'œuvre sans pour autant les revendiquer.
C'est en 1877 que le Royaume-Uni décide d'en faire un protectorat. La raison est de protéger ces îles des navires étrangers. Le protectorat est formalisé en 1889. Le drapeau utilisé est l'Union Jack.

### La colonie des îles Gilbert et Ellice
Les Tokelau, alors nommées les îles de l'Union (Union Islands en anglais), sont annexées en 1916 à la colonie britannique des îles Gilbert et Ellice. Le drapeau utilisé à partir de cette époque étant celui du Royaume-Uni, la colonie n'ayant pas encore de drapeau. Bien que la colonie était axée sur les îles Gilbert (actuellement les Kiribati) et les îles Ellice (actuellement les Tuvalu), les Tokelau étaient, géographiquement, à leur place dans la colonie même si leur importance était moindre que les deux autres archipels ; aucune présence administrative n'était en effet présente.

### La souveraineté néo-zélandaise

Drapeau de la Nouvelle-Zélande.

En 1925, les trois atolls passent sous la souveraineté de la Nouvelle-Zélande. Les néo-zélandais ne se sont jamais introduit de façon perturbante dans la vie des atolls et ont toujours gardés une certaine autonomie. Cependant, c'est seulement le 1er janvier 1949 que les îles passent officiellement sous la souveraineté néo-zélandaise. Elles font donc également partie du Royaume de Nouvelle-Zélande.

#### L'envie de se démarquer à l'international

Drapeau non-officiel des Tokelau.

Ayant une culture propre et différente de la Nouvelle-Zélande, les atolls utilisèrent de façon non-officielle un drapeau pour les compétitions sportives afin de se distinguer des équipes sportives néo-zélandaises. Il fut concrètement utilisé pour la première fois vers 1989 sans pour autant être utilisé de manière récurrente par les locaux.

Drapeau des Tokelau.

L'envie de se distinguer du pays souverain se fait de plus en plus ressentir au début des années 2000 avec une envie d'autonomie partielle comme en bénéficient les îles Cook et Niue, deux dépendances néo-zélandaises. En 2008, le nouveau drapeau des Tokelau est accepté par le General Fono ainsi que l'hymne national. Ceux-ci sont approuvés par la reine Élisabeth II en 2009. Les Tokelau ont dorénavant une identité propre grâce à leur nouveau drapeau, entre autres.